# 13th Street Universal

Logo al canalului folosit între 2010 și 2017

13th Street (Franța: 13ème Rue, Spania: Calle 13 și Polonia: 13 Ulica) este un canal de televiziune specializat în programe și filme de acțiune, suspans și procedurale de poliție în principal din librăriile Universal Pictures și Television. A fost fondat de NBCUniversal și a fost lansat în Franța pe 13 noiembrie 1997 și în Germania pe 1 mai 1998. În 1999, canalul a fost lansat în Spania iar pe 6 septembrie 2007 a fost lansat în Belgia.
Canalul și-a schimbat numele în 13th Street Universal pe 13 octombrie 2010. Numele adițional "Universal" a fost scos în martie 2017 ca parte a unui efort de reîmprospătare. Versiuni locale ale canalului au început să fie închise în mijlocul anilor 2010 în deferență către servicii de streaming, inclusiv propriile Hayu și Peacock ale NBCUniversal.